# Hafen Rijeka
Der Hafen Rijeka (kroatisch Luka Rijeka bzw. Riječka luka) ist ein adriatischer Seehafen in Rijeka (Kroatien) und ein bedeutender überseeischer Umschlagplatz für Süd-Mittel- und Süd-Mittelosteuropa.

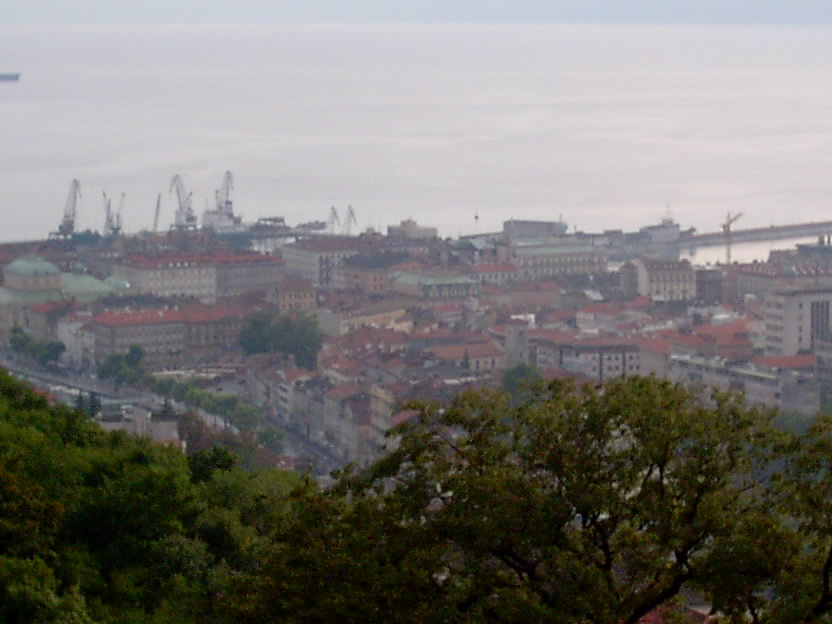
Blick auf den Hafen

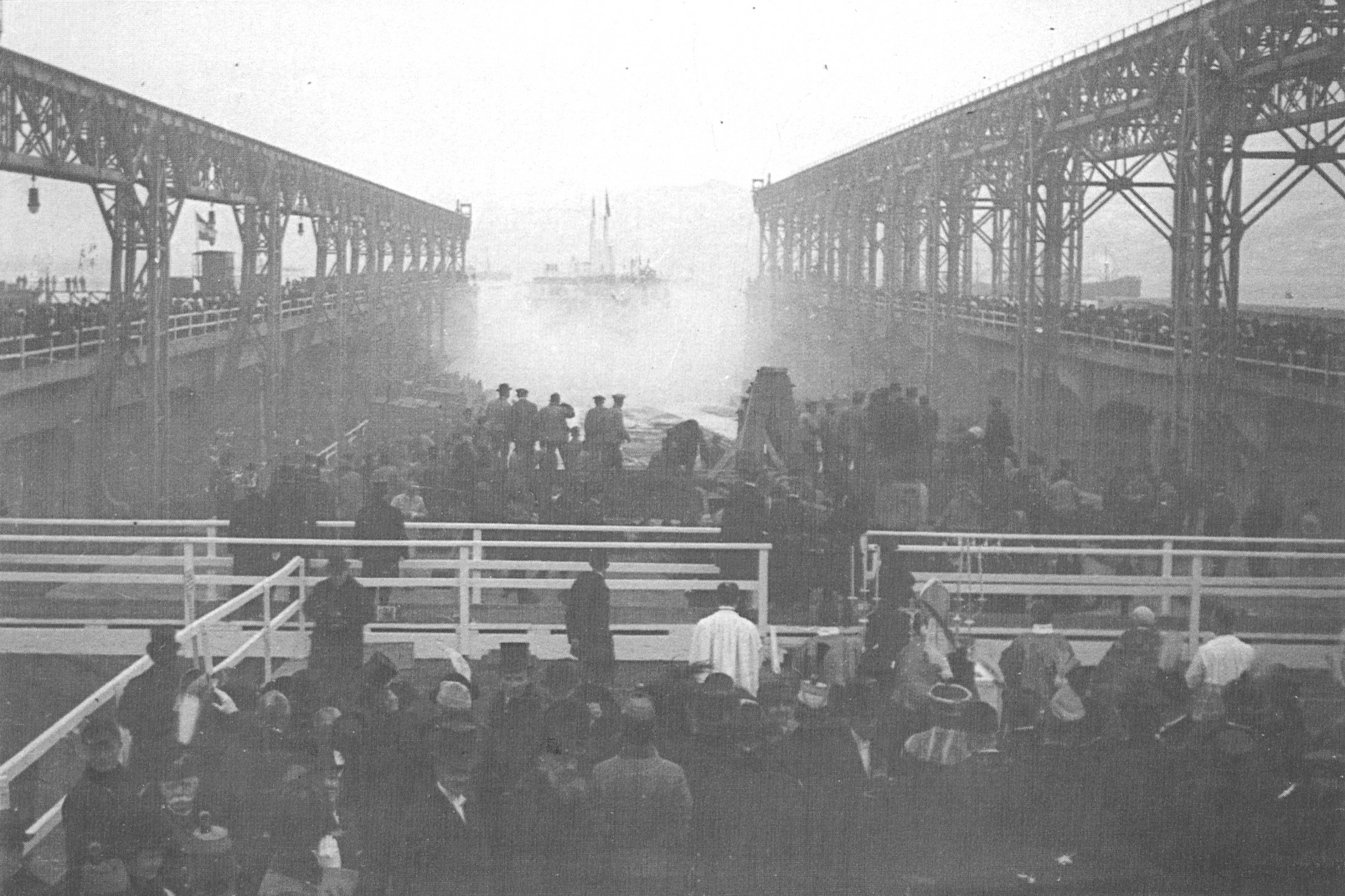
Stapellauf des Schlachtschiffes Szent István (1914)

## Geschichte
Die Bedeutung des Hafens Rijeka als Seehafen und Umschlagstelle, sowie Handels- und Wirtschaftszentrum begann – ebenso wie der Hafen Triest – mit der Gründung des Freihafens durch Kaiser Karl VI. von Österreich im Jahr 1719.
Rijeka kam 1867 infolge des Österreichisch-Ungarischen Ausgleichs als königliche Freistadt zur ungarischen Reichshälfte und erhielt mit dem Bahnhof Rijeka 1873 mehrere Eisenbahnstrecken nach Wien und Budapest. Bis 1913 entwickelte sich der Hafen Rijeka als einziger großer Hafen Ungarns zu einem der zehn größten und bedeutendsten Häfen Europas.
Bedingt durch eine Reihe von politischen Wechseln in den Jahren 1919 bis 1989 konnte der Hafen seine damalige Prosperität nur mühsam halten, baut jedoch seit dem Ende des Kroatien-Kriegs seinen Handel stark aus. Vor allem Unternehmen aus den süddeutschen und österreichischen Wirtschaftszentren nutzen den relativ kurzen Handelsweg über Rijeka in den Mittleren und Fernen Osten.

## Gegenwart
Österreich erhielt im Jahr 2000, Ungarn im Jahr 2001 einen Freihafen. Durch diese Maßnahme eröffnen verschiedene Unternehmen aus den beiden Ländern neue Standorte in Rijeka.
Der Hafen besitzt einen Passagierterminal für den Fährverkehr sowie mehrere Terminals für Mineralöl, Stückgut, Sperrgut und Container. Im Jahr 2020 wurden im Containerterminal „Adriatic Gate“, der mehrheitlich vom philippinischen Hafenbetreiber ICTSI kontrolliert wird, über 300.000 TEU umgeschlagen.
Der Betreiber des Hafens Rijeka betreibt auch den Hafen von Bršica an der Südwestküste der Halbinsel Istrien.